# Antoni Stanisław Jurasz

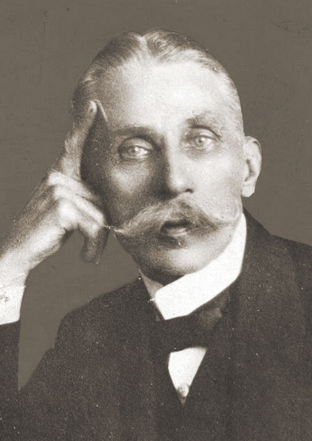
Antoni Jurasz

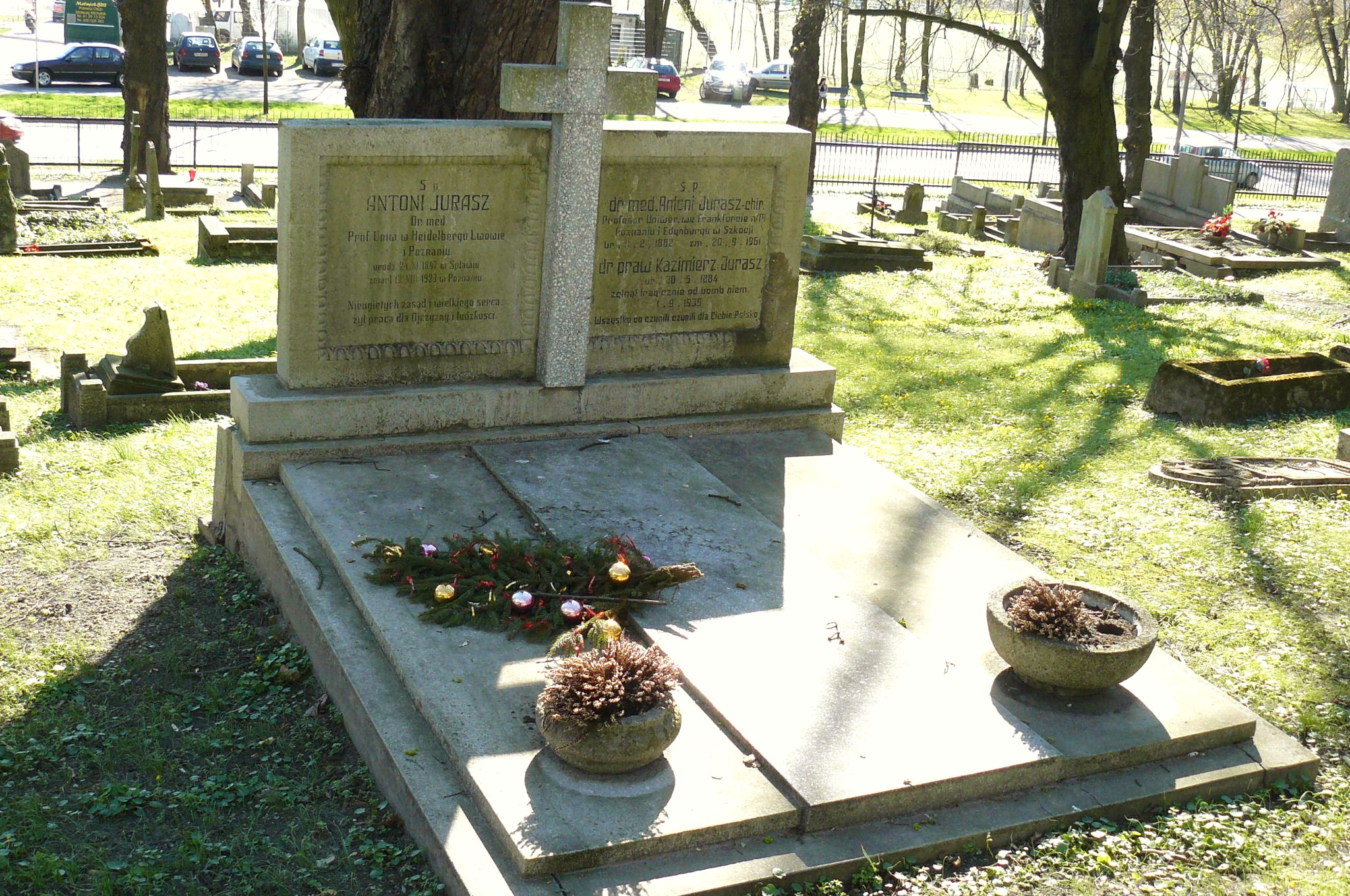
Familiengrab im Fort Winiary in Posen

Antoni Stanisław Jurasz (* 1847 in Spławie bei Posen; † 1923 in Posen) war ein polnischer HNO-Professor, der über 35 Jahre an der Ruprecht-Karls-Universität Heidelberg tätig war.

## Leben
Antoni Jurasz wurde 1847 in Spławie bei Posen geboren. Er studierte an den Universitätskliniken in Würzburg und Greifswald. Seit 1872 war er  an der Ruprecht-Karls-Universität Heidelberg tätig, wo
er sich anfangs mit der Kinderchirurgie beschäftigte. Im Jahre 1880 wurde ihm der Professortitel zuerkannt. Später wurde er als HNO-Arzt bekannt, er entwickelte einige medizinische Instrumente wie z. B. Nasenspekulum, die nach ihm benannt wurden.
Zur Zeit der Zweiten Polnischen Republik gewann ihn 1920 die Universität Posen als Hochschullehrer. Hier starb er 1923 und wurde im Familiengrab im Fort Winiary beigesetzt. Der bekannte Chirurg Antoni Jurasz war sein Sohn.
Eine Straße in Posen hält die Erinnerung an die beiden Mediziner wach.

## Werke
- Über die Sensibilitätsneurosen des Rachens und des Kehlkopfes. Volkmann’s Sammlung klinischer Vortraege 195
- Über die Sondirung der Stirnbeinhöhle. Berliner klinische Wochenschrift, 1887
- Die Krankheiten der oberen Luftwege. Heidelberg[3]
- Handbuch der Laryngologie und Rhinologie. Wien, 1898